# Klostret i Alcobaça
Klostret i Alcobaça (portugisiska: Mosteiro de Santa Maria de Alcobaça eller Mosteiro de Alcobaça) är ett medeltida romersk-katolskt kloster i småstaden Alcobaça, i Mellersta Portugal. Det grundades av Portugals första kung, Afonso Henriques, år 1153, och upprätthöll en nära relation med Portugals kungar under hela dess historia.
Kyrkan och klostret var de första gotiska byggnaderna i Portugal och var, vid sidan av Klostret i Santa Cruz i Coimbra, ett av de mest betydelsefulla medeltida klostren i Portugal. Tack vare sin konstnärliga och historiska betydelse, kom klostret att få världsarvsstatus 1989.

## Historia

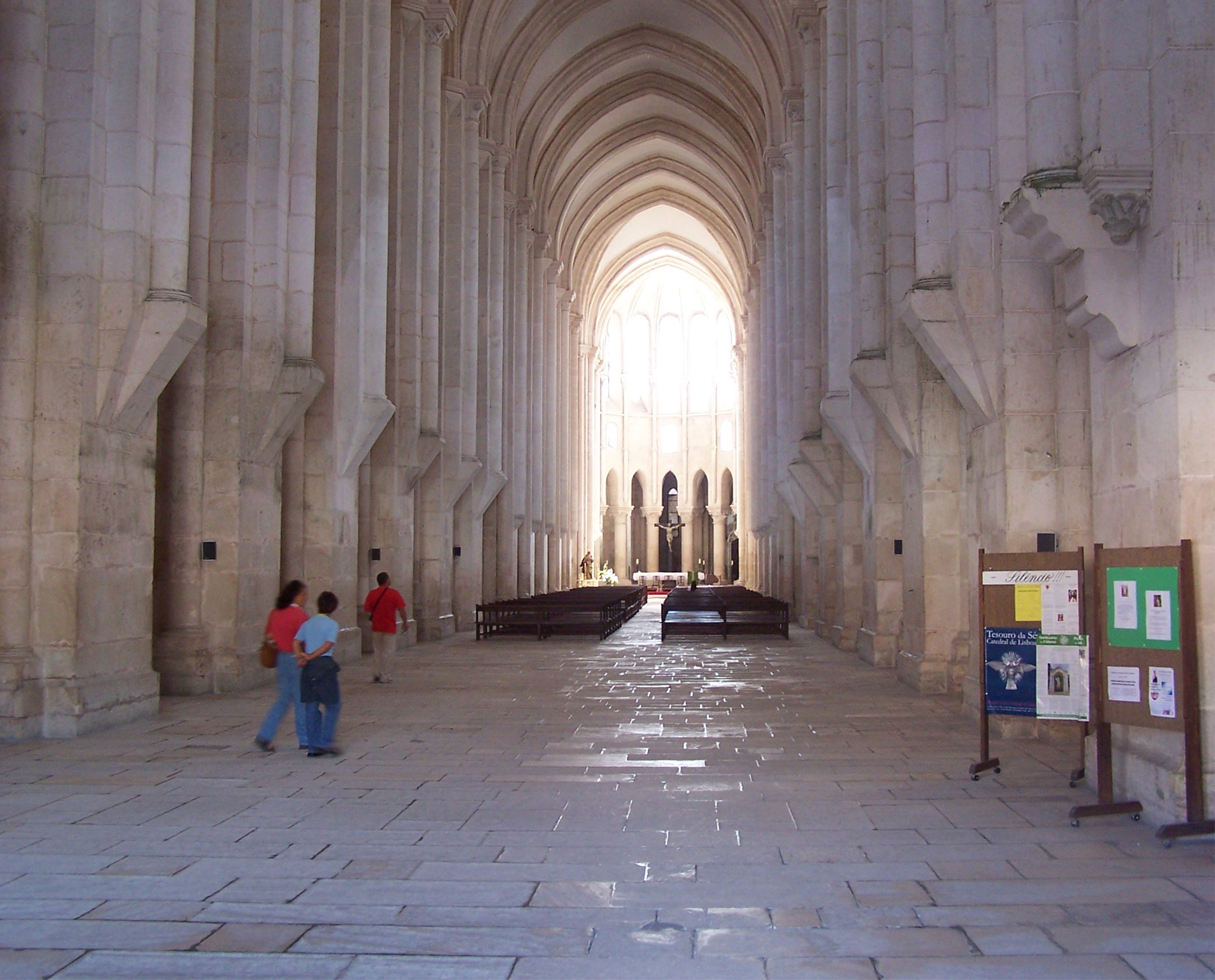
Vy över kyrkans mittskepp i riktning mot högkoret och kyrkans ambulatorium.

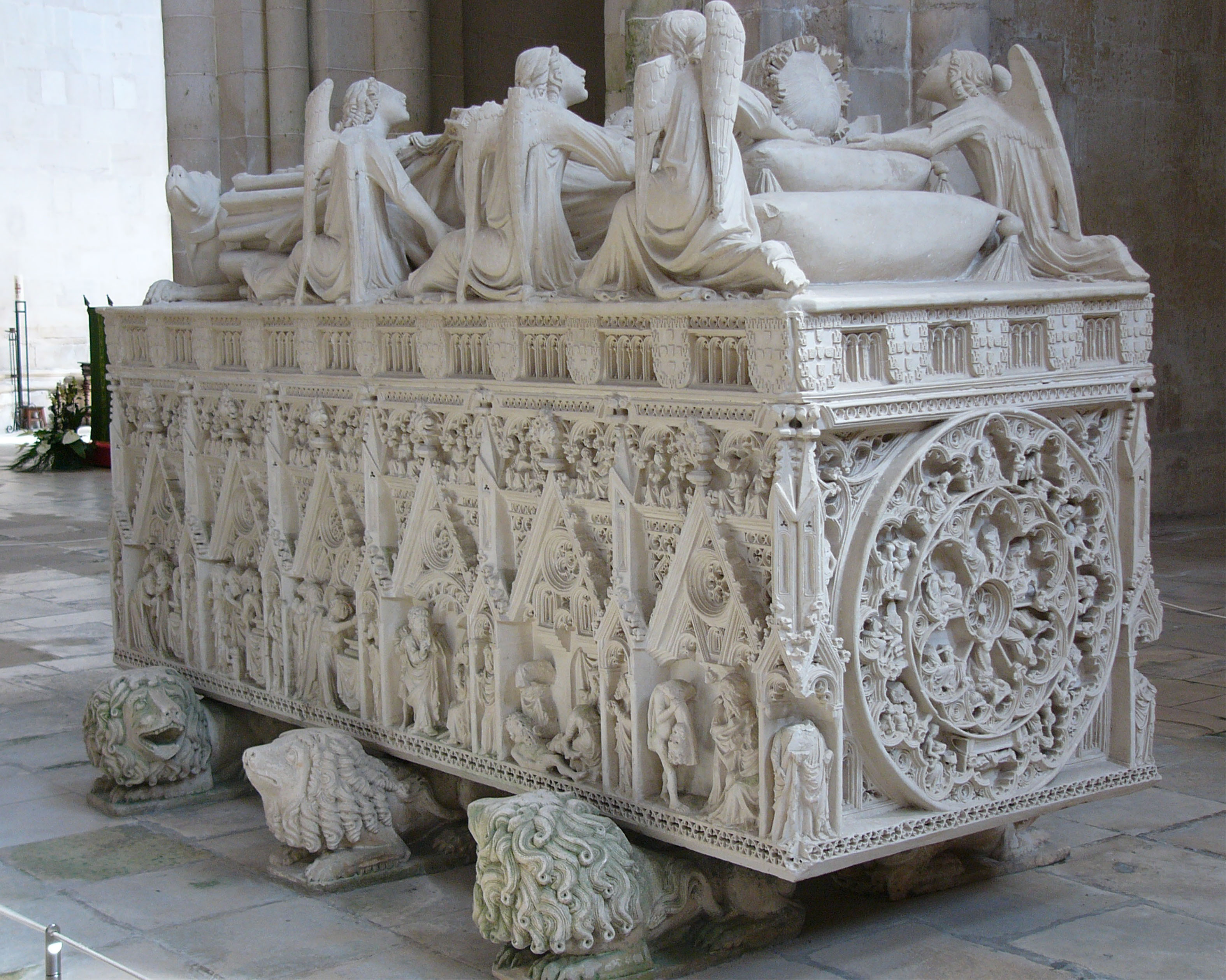
Peter I:s grav.

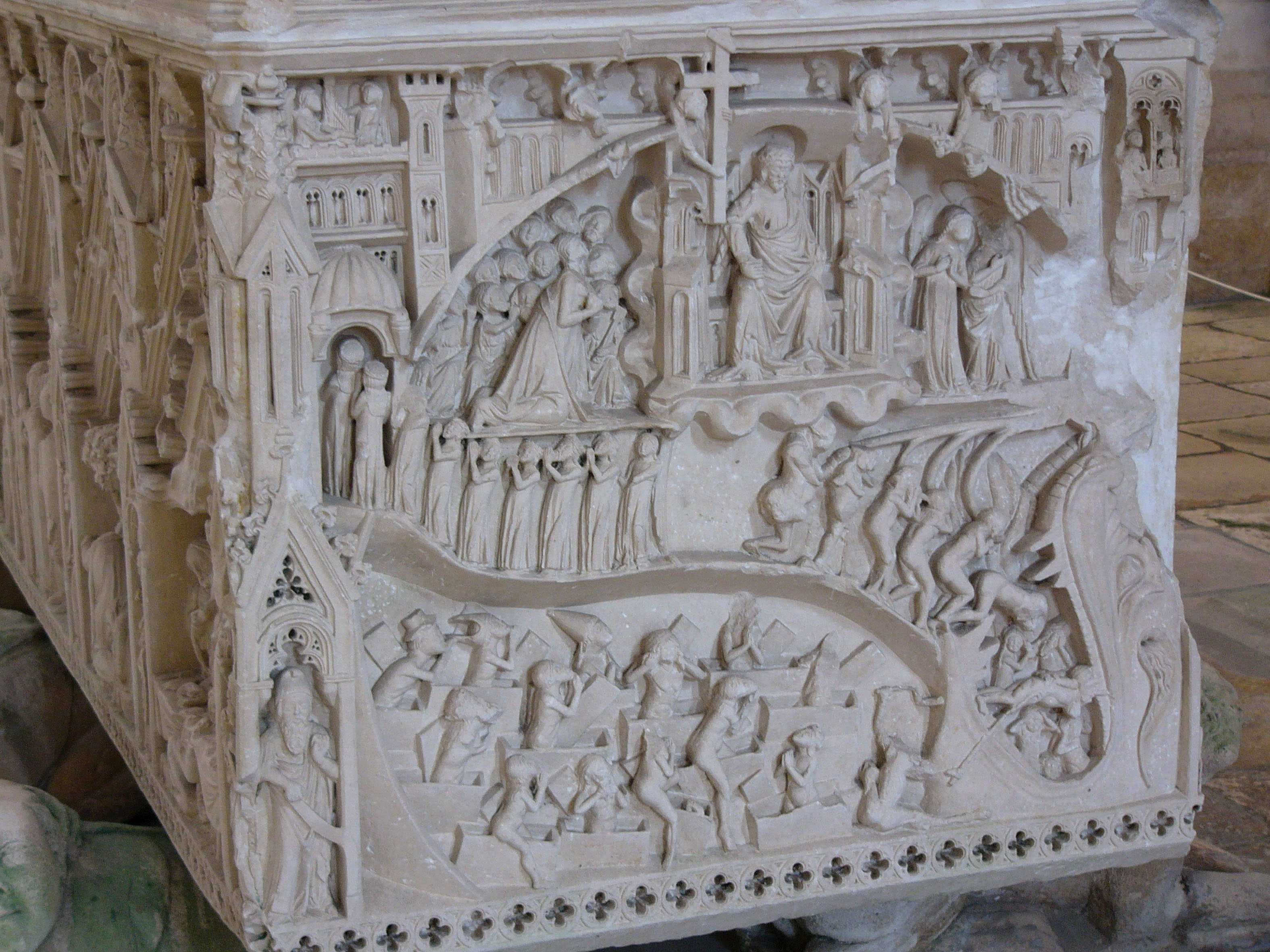
Detalj av Ines de Castros grav med Kristus sittande vid den yttersta domen.

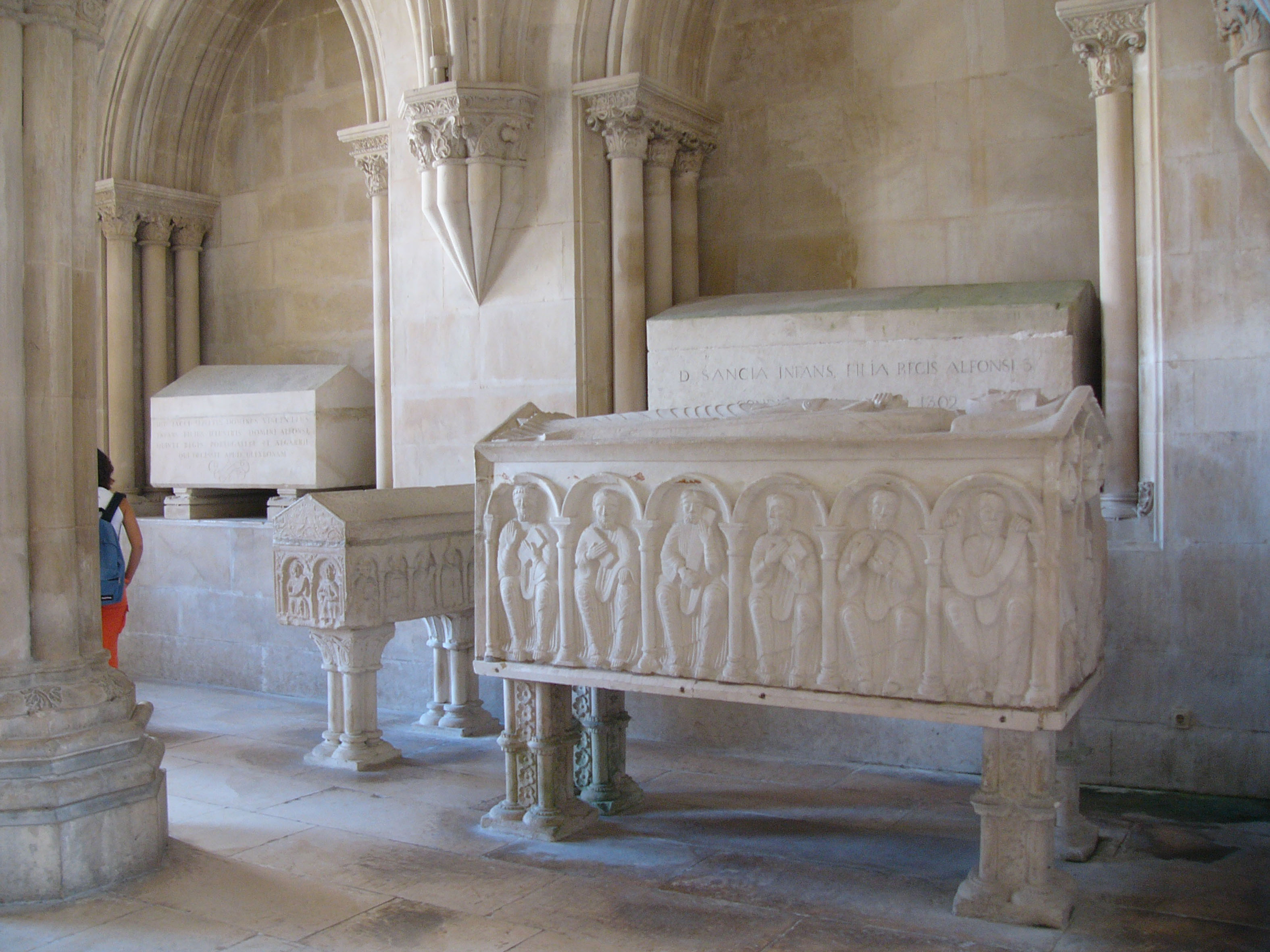
Kungagravarna i klostret. Graven i förgrunden dekorerad med apostlarna, hör till drottning Urraca.

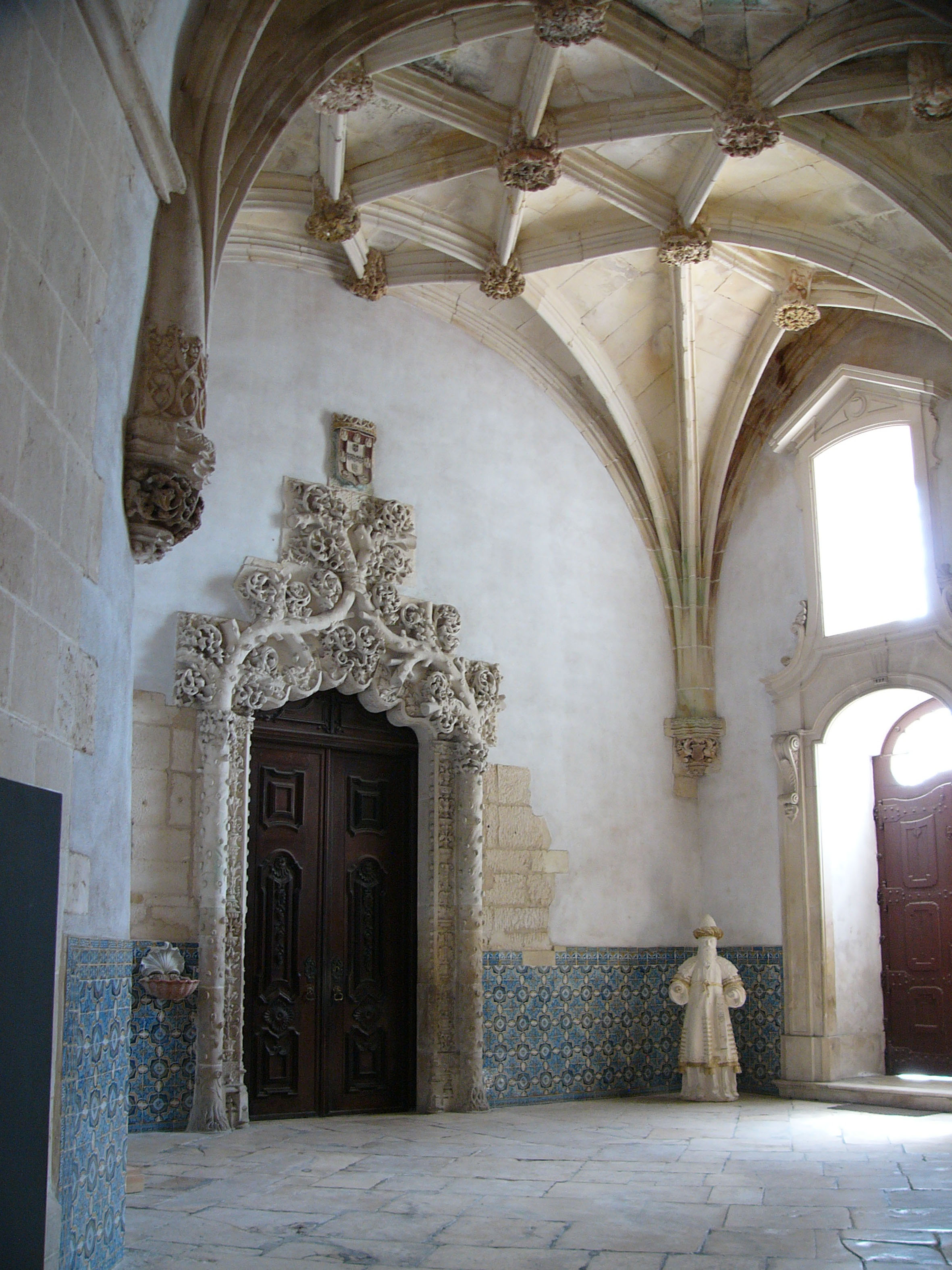
Valv och ingång till sakristian utförd i Manuelino-stilen.

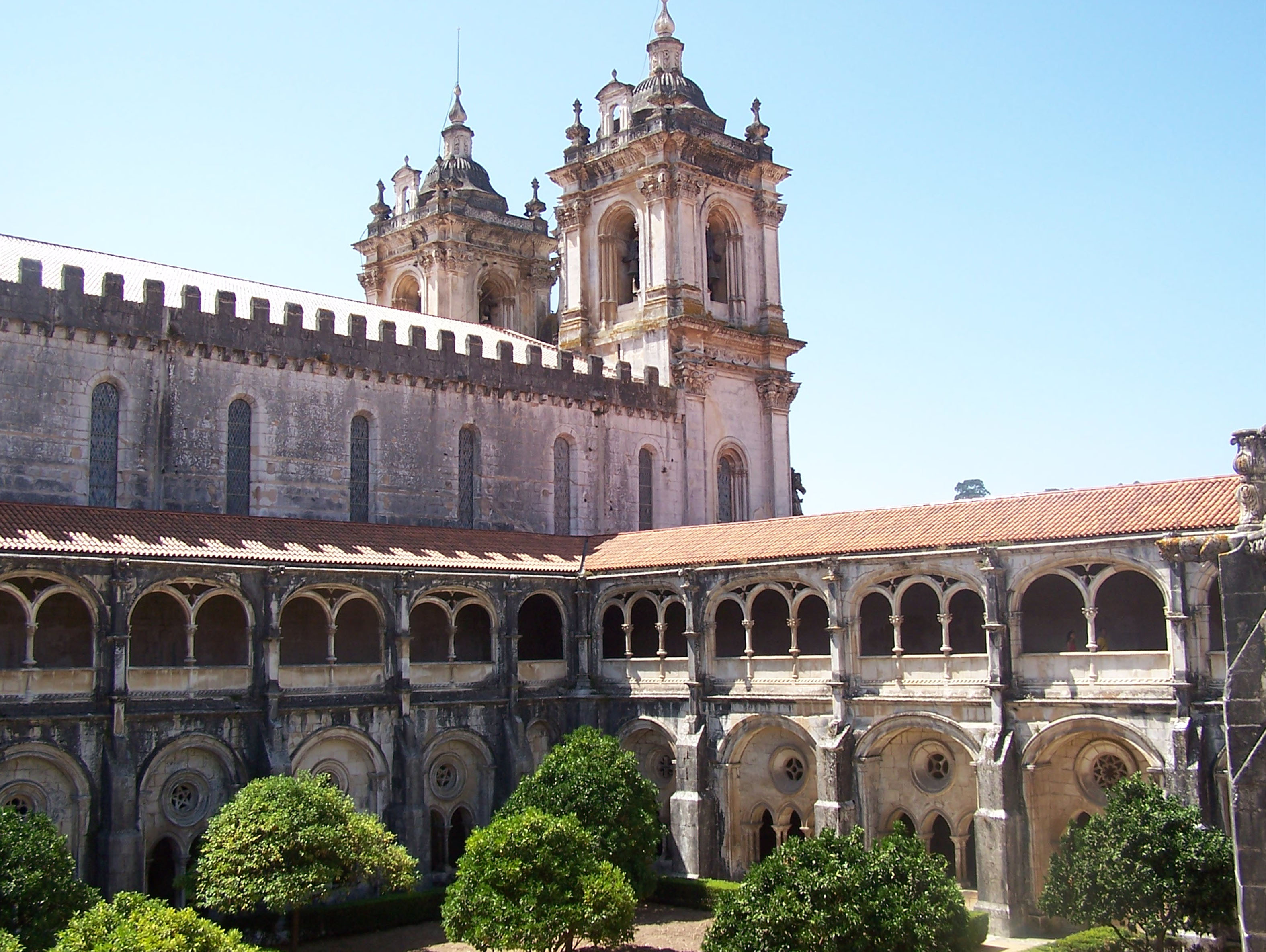
Korsgång och kyrkan i klostret.

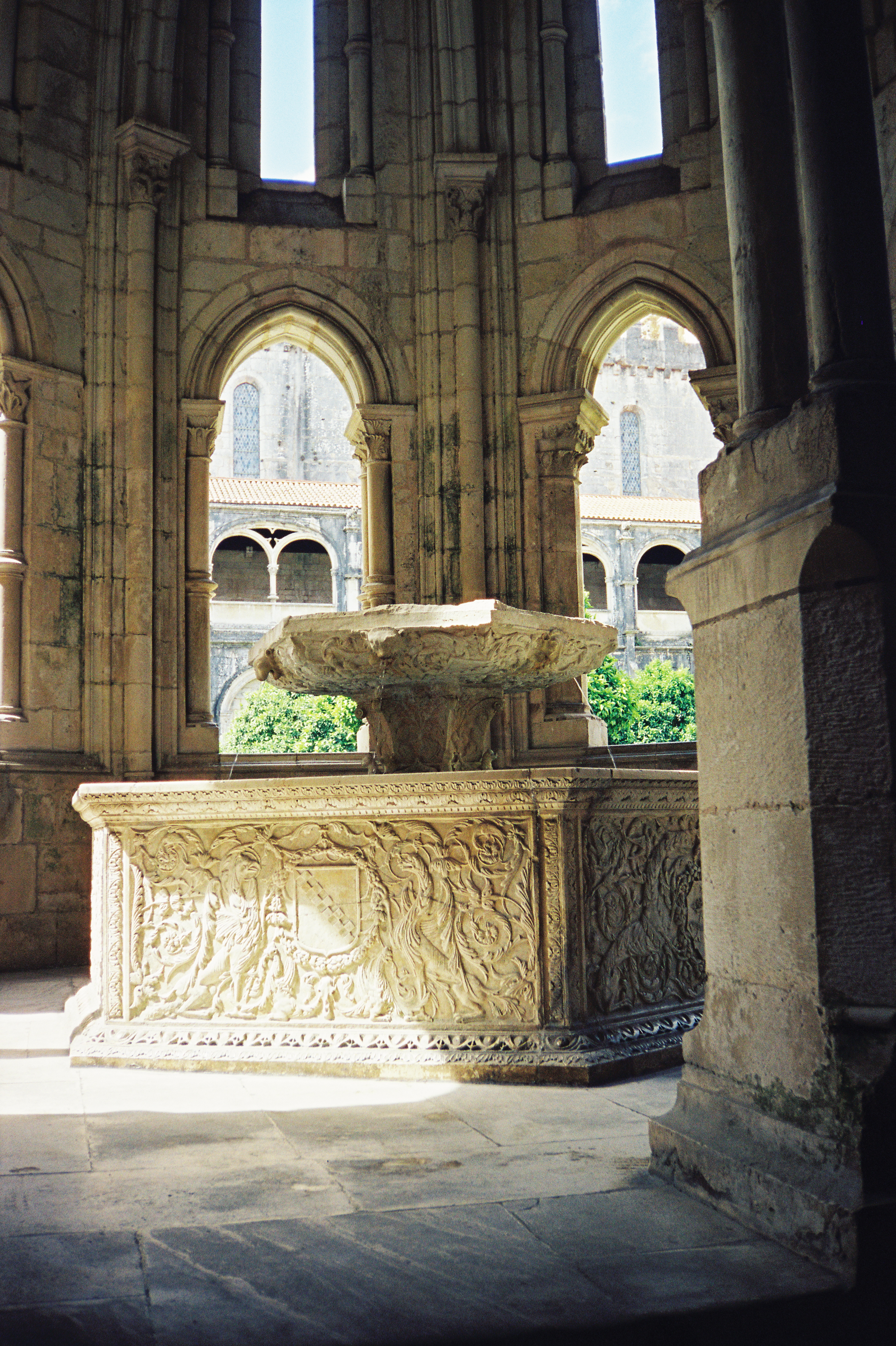
Vattendamm i renässansstil i det gotiska fontänhuset i korsgången.

Klostret i Alcobaça Monastery är ett av de första av cistercienserordens kloster i Portugal. Det grundades 1153 som en gåva till Bernard av Clairvaux, kort före hans död, från Portugals första kung, Afonso Henriques, till firandet av hans seger över morerna i Santarém i mars 1147. Grundandet av klostret var en del av Alfonso Henriques strategi att konsolidera sin ställning i det nya kungariket och stödja kolonisation av områden som nyligen erövrats från morerna under Reconquistan.
Byggandet av klostret kom igång 1178, cirka 25 år efter cisterciensermunkarnas ankomst till Alcobaça. Munkarna bodde från början i trähus, och flyttade till klostrets stenbyggnader först 1223. Kyrkan stod klar 1252. Den färdiga kyrkan och klostret var de första riktigt gotiska byggnaderna i Portugal och kyrkan var den största i Portugal. Den sista handen i byggandet gjordes i slutet av 1200-talet då kung Dionysius I av Portugal beställde byggandet av Tystnadens korsgång.
Munkarna vigde sina liv till religiös meditation och skapandet av illuminerade manuskript i klostret scriptorium. Munkarna från klostret producerade en tidig auktoritativ historia om Portugal i en serie böcker. Biblioteket i Alcobaça kom att bli ett av de största av Portugals medeltida bibliotek, men plundrades av invaderande fransmän 1810, och många föremål stals under ett antiklerikalt uppror 1834, då religiösa ordnarna i Portugal upplöses. Resterna av klosterbiblioteket, däribland hundratals medeltida manuskript innehas idag av Portugals nationalbibliotek i Lissabon.
Under medeltiden, blev klostret snabbt ett betydelsefull och mäktig närvaro i Portugal. Klostret ägde och utvecklade  extensiva jordbruksområden och dess abbot utövade sitt inflytande över ett stort område. En offentlig skola öppnades 1269. Klostrets betydelse kan mätas genom det faktum att många kungligheter begravdes här på 1200- och 1300-talen. Kungarna Alfons II, Alfons III och deras drottningar Urraca av Kastilien och Beatrice av Kastilien är begravda här, liksom kung Peter I och hans älskarinna, Inês de Castro, som mördades på uppdrag av Peters far, Alfons IV. Efter att blivit krönt till kung, beställde Peter två magnifika gotiska gravar för honom och hans älskarinna, som båda kan ses inne i klosterkyrkan.
Under Manuel I:s styre, fick klostret en andra våning och en ny sakristia, vilka följde den karaktäristiska portugisiska sengotiken känd som "Manuelinostilen". Klostret utvidgades ytterligare på 1700-talet, då en ny klostergång och ett torn till kyrkan byggdes, även om större delen av de medeltida strukturerna bevarades. Under barockens era, var munkarna kända för sina lerskulpturer, av vilka många ännu kan ses inne i klostret. Omsorgsfullt utförda kakelbeklädningar och altartavlor fulländande dekorerandet av kyrkan.
Jordbävningen i Lissabon 1755 orsakade inte någon större skada på klostret, men delar av sakristian och några mindre byggnader blev förstörda. Större skador orsakade däremot e invaderande franska trupperna under Spanska självständighetskriget i början av 1800-talet. Förutom att roffa åt sig i biblioteket, plundrade de gravar samt stal och brände delar av kyrkans inre dekorationer. 1834, då klostren upplöstes i Portugal, tvingades de sista munkarna lämna klostret.
Idag, är klostret i Alcobaça ett betydande historisk turistdestination i Portugal.

## Konst och arkitektur
Klostret i Alcobaça byggdes enligt en tidig gotisk stilform, och representerar stilens ankomst till Portugal. Kyrkan och andra större byggnader uppfördes mellan 1178 och fram till slutet av 1200-talet. Kyrkan konsekrerades 1252. I enlighet med Cistercienserordens föreskrifter, uppfördes byggnaderna efter rena arkitektoniska linjer, utan någon som helst dekoration förutom några kapitäler och en staty av Jungfru Maria.

### Exteriör
Klostrets huvudfasad har två plana flyglar med kyrkan i mitten. Kyrkans fasad är en blandning av stilar: portalen och rosettfönstret över denna är delar från den ursprungliga kyrkan, medan statyer och de två flankerande tornen byggdes i början av 1700-talet. Kyrkans sidomurar har kreneleringar och absiden har åtta strävbågar som överför trycket från absidens valv, ett typiskt kännetecken för gotisk arkitektur.

### Kyrkans interiör
Kyrkans första arkitekt, mest troligt av franskt ursprung, följde cistercienserordens kloster Clairvauxs ritning, som hade grundads av Bernard av Clairvaux 1115. Kyrkan har formen av ett Latinskt kors med ett tydligt tvärskepp och tre sidoskepp. Sidoskeppen på ömse sidor om mittskeppet är 20 meter höga, lika höga som de i mittskeppet, och ger, tillsammans med kyrkans relativa smala bredd (17 meter) och betydande längd (106 meter), ett monumentalt intryck. Alcobaça förblir, efter 800 år, Portugals största kyrka. Den vertikala betoningen som observerats i byggnaden är ett typiskt gotiskt kännetecken.
Kolonner och väggarna saknar dekoration, såsom krävs i cistercienserordens kyrkor, och interiören är mycket ljust illuminerad av rader med fönster längs väggarna och rosettfönster på huvudfasaden och tvärskeppets ändar. Högkoret, liksom i Clairvaux, omges av en koromgång (ambulatorium) och har en serie utstrålande kapell. Sidoskeppen är täckta med enkla gotiska valv.

### Kungliga gravar
I kyrkans tvärskepp finns gravarna efter Peter I av Portugal och hans älskarinna, Ines de Castro, lönnmördad 1355, på uppdrag av Peters far, kung Alfons IV. Efter att blivit kung, lät Peter flytta kvarlevorna efter sin älskade till hennes grav i Alcobaça och, enligt en populär legend, lät kröna henne till drottning av Portugal och beordrade hovfolket att visa henne vördnad genom att kyssa hennes ruttnande hand.
Detta par av kungliga gravar i Alcobaça, av okänd konstnär, är bland de främsta gotiska skulpturerna i Portugal. Gravarna hålls av lejon, i kungens fall, och till hälften människor och hälften odjur i Ines fall. Båda bär liggande figurer av de avlidna biträdda av en grupp änglar. Sidan där Pedros grav står är vackert dekorerad med reliefer med scener från martyren Bartolomaios liv, men också scener från Peter och Ines liv. Hennes grav har dekorerats med scener från Jesu liv, däribland Korsfästelsen samt den Yttersta domen.

### Sankt Bernhards kapell
Kapellet på tvärskeppets södra sida, har en skulpturgrupp som avbildar Bernhard av Clairvauxs död, en av de främsta verken skapade av 1600-talets munkar Alcobaça. På varsin sida av detta kapell finns gravarna efter kung Alfons II respektive Alfons III.

### Kungliga minnestemplet
I tvärskeppets högra arm ligger Kungliga minnestemplet, ett rum skapat i slutet av 1700-talet i nygotisk stil, en av de tidigaste nygotiska verken i Portugal. Kungliga minnestemplet har 1200-talsgravarna efter Portugals drottningar, Urraca av Kastilien och Beatrice av Kastilien, gifta med kung Alfons II respektive Alfons III. Vid sidan av dessa finns mindre gravar av oidentifierade prinsar. Den mest anmärkningsvärda graven är drottning Urracas (dog 1220), som är begravd i en rikt dekorerad sen-romansk grav. En relief som visar drottningen syns över gravkistan och sidorna har dekorerats med apostlarna under ett rundbågegalleri. Andra reliefer visar kungen, omgiven av sina barn, som sörjer den bortgångna drottningen, och Kristus omgiven av en mandorla och symbolerna för de fyra evangelisterna. Andra gravar är rikt dekorerade med Arabesker av Mudéjar-romansk stil, samt apostlarna.

### Sakristian
Från kyrkans ambulatorium, når man sakristian. Sakristian har byggts i manuelinostil i början på 1500-talet, men var tvungen att återuppbyggas efter jordbävningen 1755. Korridorer som leder till sakristian är täckt med ett praktfull Kryssribbvalv i manuelinostil och et portal till sakristian , som överlevde jordbävningen. Portalen är inramad med sammanflätade växtslingor som bär Portugals statsvapen.

### Kungarnas rum
Detta rum, beläget nära kyrkans ingång, har en serie 1600- och 1700-talsstatyer som representerar Portugals kungar. Rummets väggar är dekorerade med blå-vita 1700-talskakel som förtäljer klostrets historia sedan dess grundande av Afonso Henriques.

### Dormitoriet
Dormitoriet är ett stort gotiskt rum där munkarna sov tillsammans: endast klostrets abbot tilläts använda sitt eget rum. På 1500-talet var utrymmet indelat i individuella celler. På 1930-talet revs cellväggarna.

### Refektoriet
Refektoriet var ett rum i vilket munkarna åt sina dagliga måltider. När det åt, läste en av munkarna avsnitt ur bibeln från en predikstol, som i Alcobaça är inbäddad i en av väggarna. Predikstolen nås genom en täckt gång med en trappa. Predikstolen är en av de mest harmoniska arkitektoniska strukturerna i klostret. Likt dormitoriet, har refektoriet många pelare som separerar sidoskeppen och täcks av tidiga gotiska kryssribbvalv.

### Tystnadens korsgång
Klostrets korsgång uppfördes under kung Dionysius I styre och med stöd av honom. Denna är en av de medeltida cistercienserklostrens största korsgångar i Europa. Dess kolonner är dekorerade med kapitäler med djur- och växtmotiv. Byggmästare var den portugisiska arkitekten Domingo Domingues. Den gotiska Fontänsalen har en elegant vattenbassäng i renässansstil, dekorerad med renässansmotiv, däribland klostrets heraldiska vapen och gripar. Klostergångens andra våningsplan, i manuelinostil som avslöjas genom dess typiska tvistade kolonner, byggdes i början av 1500-talet.

### Kapitelsalen
Detta rum, där munkarna samlades för att diskutera vardagliga ärenden på klostret, var det viktigaste rummet efter kyrkan. Deras dagliga samlingar började med att lyssna till en uppläsning av ett kapitel från Benediktinregeln. Ingången till byggnaden är genom en romansk-liknande portal med två likadana fönster på vardera sida. Salen är idag fylld med barockstatyer som skapades av munkarna till kyrkans högkor.

### Köket
Klostrets kök byggdes och täcktes med kakel i mitten av 1700-talet. Den centrala skorstenen är enorm och hålls uppe av åtta kolonner i järn. Vatten och färsk fisk leddes av från floden Alcoa till köksreservoaren genom en specialbyggd kanal.